# Cortinarius vanduzerensis
A Cortinarius vanduzerensis é uma espécie de fungo da família  Cortinariaceae. Descrita como nova para a ciência em 1972, ela é conhecida apenas da região noroeste do Pacífico da América do Norte, onde cresce sob coníferas como o espruce, a tsuga e o abeto-de-douglas. Os basidiomas têm um píleo viscoso marrom-acastanhado escuro que se torna profundamente sulcado ou ondulado radialmente na maturidade e atinge diâmetros de até 8 cm. As lamelas na parte inferior do píleo são inicialmente rosadas e depois se tornam marrom-claras quando os esporos amadurecem. O estipe é da cor lavanda e mede de 10 a 18 cm de comprimento e de 1 a 2 cm de espessura. O cogumelo produz uma esporada marrom-ferrugem, com esporos individuais medindo 12 a 14 por 7 a 8 μm. A comestibilidade do cogumelo não foi determinada e ele foi descrito como "muito escorregadio para ter valor".

## Taxonomia
A espécie foi descrita em 1972 pelos micologistas Alexander H. Smith e James M. Trappe, com base em espécimes que encontraram em Cascade Head, no condado de Tillamook, Oregon, em outubro e novembro de 1970. A espécie também foi chamada de Cortinarius elatior, mas esse nome se refere a uma espécie europeia. Dentro do gênero Cortinarius [en], a C. vanduzerensis é classificada no subgênero Myxacium. Esse subgênero inclui espécies em que tanto o píleo quanto o estipe são pegajosos como resultado de um véu universal glutinoso. Com base na similaridade da sequência de ácidos nucleicos na região espaçadora interna transcrita, a C. vanduzerensis está intimamente relacionado à C. mucifluus europeia e norte-americana e à espécie costarriquenha C. costaricensis.
Um nome comum para a espécie é "cortinarius pontiagudo", enquanto o epíteto específico vanduzerensis se refere à Floresta H.B. van Duzer, onde a espécie foi originalmente coletada.

## Descrição
Os basidiomas novos são cobertos por um véu universal viscoso; a camada de limo persiste no píleo dos cogumelos novos ou em clima úmido. A forma do píleo é oval a cônica, com a margem inicialmente comprimida, expandindo-se para uma forma amplamente cônica ou um pouco achatada na maturidade, atingindo eventualmente diâmetros de 4 a 8 cm. A cor do píleo é inicialmente marrom-acastanhada a preta, mas torna-se marrom-clara à medida que amadurece. A superfície é radialmente enrugada ou ondulada, especialmente perto da margem. A carne é pálida, mas logo se torna marrom-canela pálida. O odor e o sabor não são característicos. Uma gota de solução de FeSO4 (um reagente comumente usado na identificação de cogumelos) aplicada à superfície do píleo a deixa verde-oliva.
As lamelas são rosadas quando novas (em píleos não abertos) e marrom-canela opacas na maturidade, quando os esporos amadurecem. Elas são compactadas próximas umas das outras e são adnatas ou adnexas. O estipe tem 8 a 20 cm de comprimento, 1 a 2 cm de espessura, ligeiramente estreito na base; é pálido por dentro, mas lentamente fica da cor de canela, pelo menos perto da base. A superfície do estipe tem um véu viscoso espesso e é da cor lavanda a roxo claro na parte superior, mas mais escuro na parte inferior. As vezes, o véu universal se divide em zonas concêntricas no terço inferior do estipe.
A comestibilidade do cogumelo não é conhecida. David Arora observa que ele é "muito escorregadio para ter valor". Também não é recomendado devido à sua semelhança com espécies venenosas mortais.

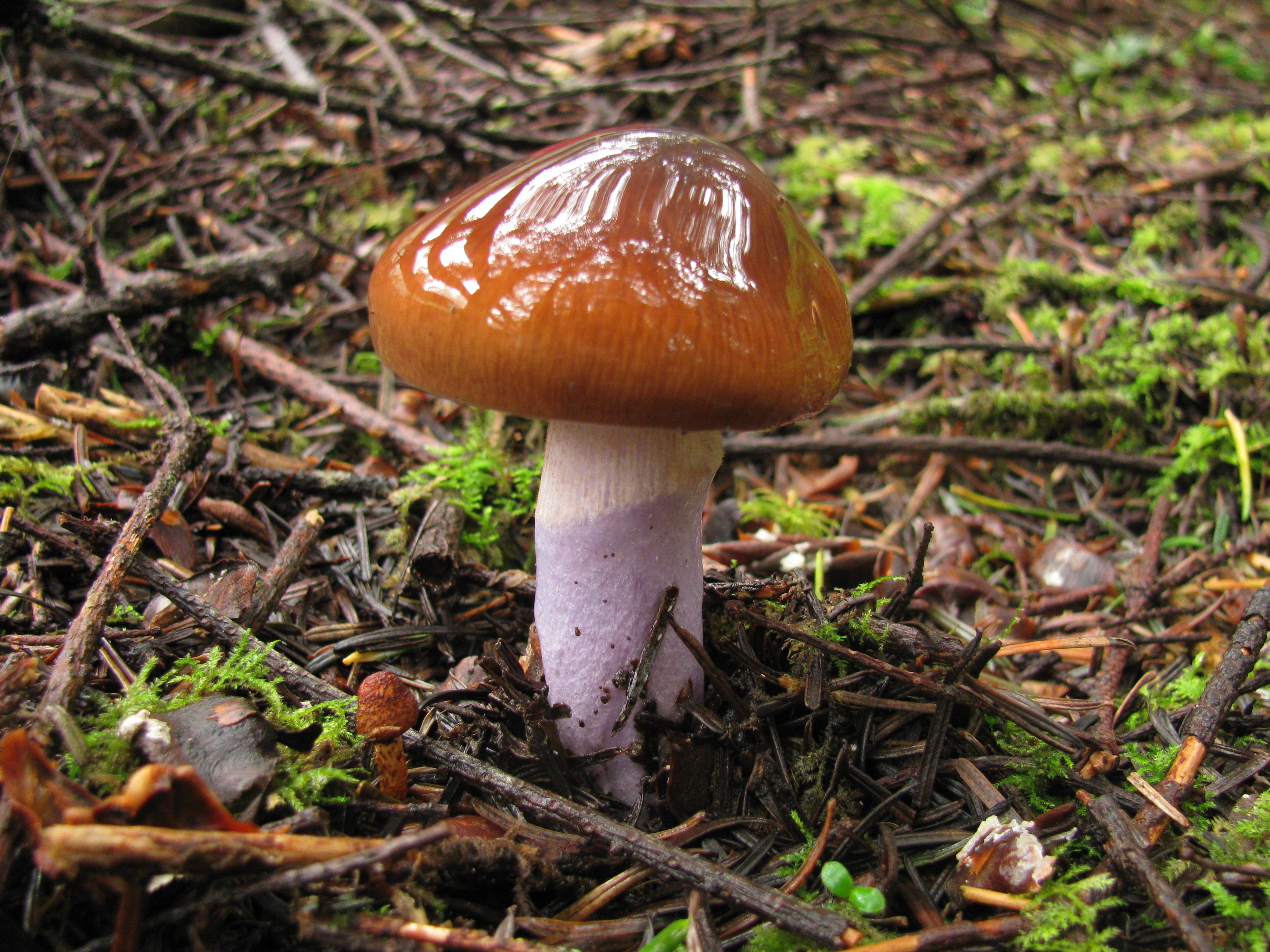
Localização: Caspar, Califórnia

A esporada é de cor marrom-ferrugem. Na vista frontal, os esporos são amplamente elípticos a ovalados (em forma de ovo), enquanto no perfil eles parecem amplamente inequilaterais; têm dimensões de 12 a 14 por 7 a 8 μm. A superfície dos esporos é áspera com verrugas e eles não têm um poro apical. Os esporos contêm dois núcleos. Os basídios (células portadoras de esporos no himênio) têm quatro esporos, são amplamente em forma de taco e têm conteúdo que geralmente se apresenta na forma de massas ou grânulos amarelos quando corados com o reagente de Melzer. Os queilocistídios (cistídios na borda da lamela) têm formato de taco, as vezes com uma ponta abruptamente afunilada, e medem de 17 a 26 por 9 a 15 μm. Não há pleurocistídios (cistídios na face da lamela). O tecido lamelar é feito de hifas dispostas de forma aproximadamente paralela (subparalela); também há hifas de cor marrom a marrom-alaranjada contendo gordura. A epicútis (camada externa de tecido) do píleo é formada por uma camada de hifas gelatinosas que medem de 2,5 a 6 μm de largura; as fíbulas são ausentes ou raras nas hifas. As hifas do véu têm de 4 a 8 μm de largura e são hialinas (translúcidas) a amarelas quando montadas em uma solução diluída de KOH. As hifas do córtex do estipe são subparalelas e há presença de fíbulas.

### Espécies semelhantes
Smith e Trappe notaram uma semelhança com a Cortinarius elatior europeia, mas essa espécie tem lamelas violetas no início. A C. collinitis tem um píleo viscoso marrom mais claro, com faixas glutinosas no estipe que raramente são tingidas de roxo. Uma terceira espécie desse grupo, a C. cylindripes, tem um píleo de cor mais clara, as vezes enrugado, e lamelas roxas claras quando novas, com bordas franjadas. A C. stillatitius é uma espécie europeia relacionada encontrada em florestas de coníferas (as vezes mistas). Outra espécie glutinosa, de píleo marrom-escuro, com a qual a C. vanduzerensis pode ser confundida é a Phaeocollybia spadicea, mas essa espécie tem pseudorriza (um alongamento subterrâneo do estipe) na base do estipe e lamelas que não estão presas ao estipe.

## Habitat e distribuição
O Cortinarius vanduzerensis é um fungo micorrízico que cresce em associação com árvores coníferas. Os cogumelos crescem solitários, dispersos, em anéis ou em grupos sob espruce, tsuga, e abeto-de-douglas. O cogumelo é conhecido apenas da região noroeste do Pacífico da América do Norte, incluindo as Ilhas Queen Charlotte na costa norte da Colúmbia Britânica, Canadá. Ele frutifica no outono e no início do inverno, ou no final do verão no oeste do Canadá. Sua frequência de ocorrência foi descrita como "muito comum", a "bastante comum" ou "rara", em todos os lugares, exceto no Oregon".